# Richard A. Schmidt
Richard Allen Schmidt (* 31. März 1941 in Evanston, Illinois; † 1. Oktober 2015 in Los Angeles) war ein amerikanischer Psychologe und Bewegungsforscher. Er war als Turner und Segler aktiv.

## Leben
Nach der Highschool studierte Schmidt an der University of California, Berkeley mit einem Sportstipendium als Leistungsturner. Er war 1961 und 1962 Westküstenmeister an den Ringen und 1962 Dritter der amerikanischen Hochschulmeisterschaften NCAA an den Ringen und gehörte 1962 zur amerikanischen NCAA Auswahlmannschaft im Turnerischen Mehrkampf. 1963 bestand er sein Bachelorexamen und 1965 sein Masterexamen in Berkeley bei der Bewegungsforscherin Anna S. Espenschade (MA-Thesis:  Reaction latency and contraction speed in relation to positional tensioning of muscle). Von hier ging er an die University of Illinois, Urbana-Champaign, wo er 1967 in Sportwissenschaft promovierte (Diss.: Motor factors in coincident timing).
Er wurde daraufhin 1967–1970 Assistant Professor in den Instituten für Sportwissenschaft und Psychologie der University of Maryland, College Park, MD, von 1970 bis 1974 Associate Professor (ab 1972 Professor) im Institut für Sportwissenschaft der  University of Michigan, Ann Arbor, MI, wo er sein eigenes Forschungslabor für menschliche Bewegung (Motor Behavior Laboratory)  bekam. Von 1974 bis 1980 wechselte er an die University of Southern California nach Los Angeles als Professor an den Instituten für Sportwissenschaft und für Psychologie. Von 1988 bis 1998 war er der Direktor für Kognitionswissenschaften an der UCLA und leitete ebenfalls wieder sein Motor Control Laboratory. Seine Forschungen setzten sich mit dem gesamten Altersspektrum von Kindern bis Senioren, allen Formen von Leistungen vom Spitzensport bis zu körperlichen und sensorischen Behinderungen auseinander.
Parallel hierzu ließ ihn seine Liebe zum Sport nicht los. Er wandte sich dem Segeln zu und wurde 1969 amerikanischer Meister in der Windmill-Klasse und 1990, 1991, 1992 in der Schock 35-Klasse. Schmidt lief mehrfach den Marathon unter 3 Stunden und beteiligte sich mit seinem Porsche an Autorennen.
Nach seiner Emeritierung wechselte er in die Privatwirtschaft und war zunächst bis 2001 der Principal Scientist, Human Factors Group, Exponent Failure Analysis Associates, Inc. und von 2001 an der Präsident der Gesellschaft in  Marina del Rey, CA. Neben Forschung standen hierbei Gerichtsgutachten im Vordergrund. Er galt als weltweit führender Experte für Fehler in Gas-/Bremspedalverhalten, die zu ungeplanten Beschleunigungen von PKWs mit Unfallfolgen geführt haben. Durch seine Expertise musste Toyota in den USA mehr als 2 Milliarden Dollar Schadenersatz zahlen.

## Wissenschaftliche Bedeutung
Schmidt war der Bewegungsforscher, dessen Schematheorie in das Erlernen geschlossener Fertigkeiten eine entsprechende Ordnung brachte. Er wandte dies aber nicht nur auf den Sport an, sondern auch auf das Erlernen der Bedienung von Autos, Fließbändern und Maschinen. Er beriet Unternehmen im Hinblick auf Verbrauchersicherheit im Umgang mit Maschinen, arbeitete an Augenbewegungen, Gleichgewicht, Ablenkungen (z. B. Handys im Straßenverkehr) etc. WorldCat verzeichnet 145 Bücher in 8 Sprachen von ihm. Er hat über 200 weitere Forschungsarbeiten veröffentlicht.

## Ehrungen
- 1984 C.H. McCloy Research Award für hervorragende Sportforschung (AAHPERD)
- 1985 Gastprofessor Universität Bielefeld
- 1992 Dr. h. c. KU Leuven
- 1993 Fellow der National Academy of Kinesiology
- 1998 Dr. h. c. Universität Grenoble
- 1999–2015 Mitglied des Wissenschaftskomitees des IOC